# Museu Amazônico da Universidade Federal do Amazonas
O Museu Amazônico é um órgão suplementar da Universidade Federal do Amazonas. Atua com apoio à pesquisa, ao ensino e à extensão em áreas fundamentais para o conhecimento da Amazônia e de suas culturas.